# Resolució 826 del Consell de Seguretat de les Nacions Unides
La Resolució 826 del Consell de Seguretat de les Nacions Unides, fou adoptada per unanimitat el 20 de maig de 1993. Després de recordar les resolucions 668 (1990), 745 (1992) i 810 (1993), el Consell va donar suport als cinc milions de cambodjans que es van inscriure per votar malgrat la violència i la intimidació i va tractar altres preparatius per a les pròximes eleccions.
Aprovant un informe del Secretari General Boutros Boutros-Ghali, el Consell va expressar el seu suport als preparatius per l'Autoritat Transitòria de les Nacions Unides a Cambodja (UNTAC), exigint que totes les parts compleixin amb els Acords de París i cooperar amb la UNTAC. També condemna la no cooperació amb els Acords de París i la interferència i els atacs contra personal de la UNTAC, expressant el seu suport a les mesures adoptades per aquests últims per protegir el seu personal.
Van donar suport als esforços de la UNTAC en la preparació de les eleccions, fent una crida a assegurar un ambient polític neutral propici per a la celebració d'eleccions lliures i justes i anunciant la seva intenció de donar suport als resultats de les eleccions, sempre que siguin lliures i justes. La resolució també argumenta que una manca de qualsevol de les parts en complir amb llurs obligacions en podria resultar mesures del Consell, Conscient que tenen la plena responsabilitat d'implementar els Acords de París.
La resolució conclou demanant al Secretari General que informi sobre la celebració i el resultat de les eleccions, el comportament dels partits i noves mesures si calia assegurar el compliment per les parts.